# 台湾省議会

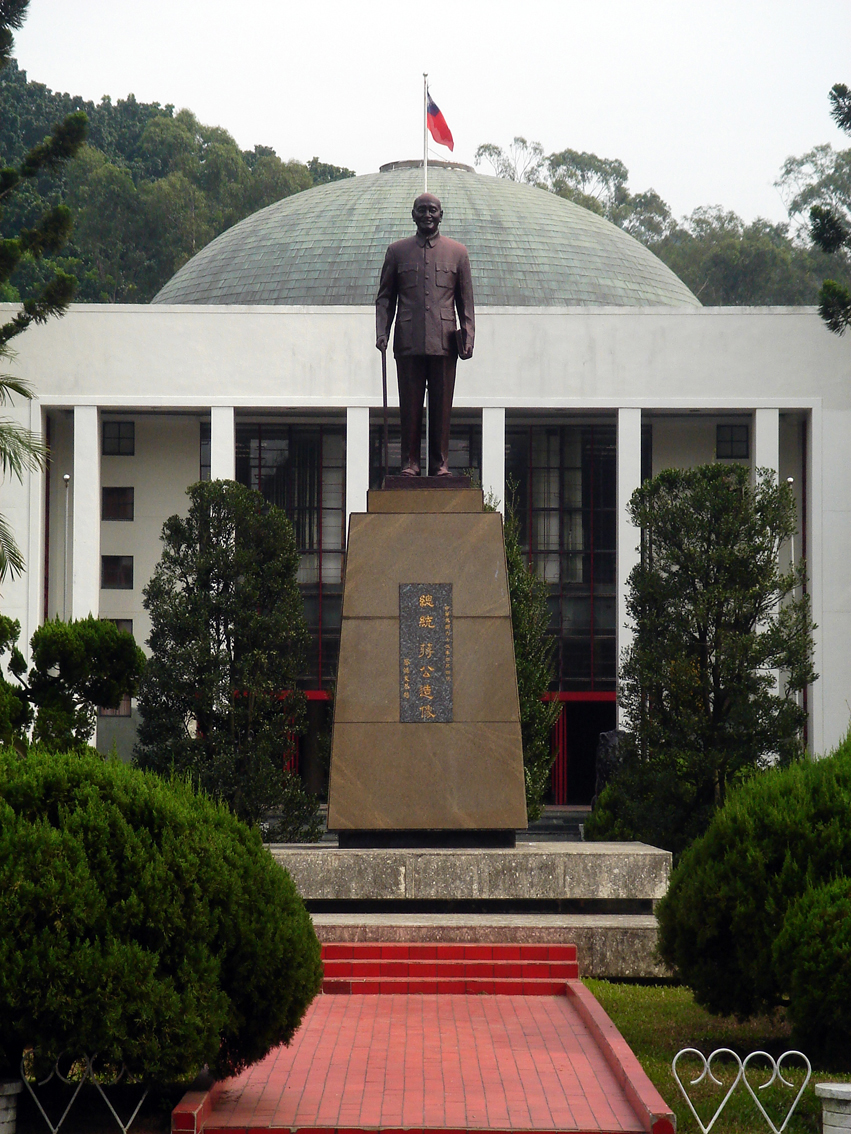
台湾省諮議会（旧・台湾省議会）議事堂

台湾省議会（たいわんしょうぎかい）は、1998年まで中華民国の台湾省に設置された地方議会である。1998年に台湾省の機能が凍結（虚省化）されたのに伴い、議会本来の機能を失い、台湾省諮議会へと改組された。所在地は、中華民国（台湾）台中市霧峰区中正路 734号である。

## 台湾省議会の前身

### 台湾省参議会（1946年5月 - 1951年12月）
台湾を受領した国民政府は1945年12月に「台灣省各級民意機關成立方案」を公布し、各地で県・市参議会が成立した。翌年4月、この県・市参議会から各1名、合計30名の省参議会議員30名が選出され、5月に台湾省参議会が成立した。1947年には中国国民党と協力関係にあった中国民主社会党と中国青年党から計6名の議員を選出することとなった。所在地は台北市南海路54号の現・二二八国家記念館であった。
また、任期は2年とされたが、その後二・二八事件など政治混乱により結局、1951年12月まで任期が延長された。その間、一部の省参議会議員が「228事件処理委員会」を組織し、後に殺害や逮捕などの弾圧を受けている。また、1950、1951年の間に地方行政区画が変更され、各県・市議会も普通選挙で選出されることとなった。そのため、旧区画の県・市参議会による間接選挙で選ばれた省参議会は解散された。しかし、省議会の直接選挙は直ぐに実現しなかった。というのも、228事件により本省人と外省人の対立(省籍矛盾)が決定的となり、台湾人を代表する議会の存在は、国民党政府にとって好ましいものではなくなったからである。

### 台湾省臨時省議会（1951年12月 - 1959年6月）
結局、直接選挙による省議会の組織は見送られ、1951年12月、県・市議会の間接選挙による臨時省議会が組織された。議員数は55名(第三期は66名)で、各県から最低1人、人口10万人を超えるごとに1名追加された。また先住民である「原住民族」(当時は「山地同胞」と呼称された)出身の県・市議員の互選により、別途1名(後に平地原住民族1名、山地原住民族1名の計2名)が選出された。当初任期は2年だったが、3年に延長された。1953年の第二期議員選挙から直接選挙が実現し、第三期まで臨時省議会として選挙が行われた。そのため、臨時性が薄れたとして、1959年に省議会への改組が決まった。なお、1958年に台湾省政府の移転にあわせ、台北市から現在の所在地(台中県)に移転した。

## 台湾省議会　(1959年6月～1998年12月)
1959年6月24日に臨時省議会から省議会へ移行し、第三期臨時省議会議員も省議会議員に横滑りした。任期は4年であるが、選挙制度の変更にあわせて、延長などが頻繁に行われた。議員数は徐々に増加した。第2期(1961年選出)が73名、第3期(1963年)が74名となり、第4期(1968年)は77名、第10期(1994年選出)には79名となった。
中華民国への接収後、台湾では長らく国会である国民大会や立法院、監察院の選挙が行われず、台湾住民の参政権は厳しく制限された。1972年に立法院の一部に民選枠が導入されるまで、台湾本省人の政治家や民主運動家にとって、台湾省議会は重要な活動空間であった。
有名な議員としては、1950年代末より活躍した郭國基(台北市)、呉三連(台南市)、李源棧(高雄市)、郭雨新(宜蘭県)、李萬居(雲林県)、許世賢(嘉義県)がいる。また、1970年代には許信良、張俊宏、林義雄や邱連輝が、1980年代には、蘇貞昌、游錫堃、謝三井などが活躍した。
しかし、李登輝総統による民主化の一環として、立法院において万年議員が引退し、1992年に全議席の直接選挙が実現した。その後、台湾省議会は、台湾省政府とともに、その存在意義を低下させていく。そして、1997年に憲法修正(増修条文改正)により台湾省の機能凍結が決まり、1998年12月の任期満了を持って省議会は廃止されたのである。

## 台湾省諮議会
1998年12月20日、台湾省議会に変わる組織として台湾省諮議会が発足した。議員定員29名、任期3年である。ただし、同議員は行政院長が指名し、総統によって任命される。現在では省議会や地方自治制度に関する研究、儀礼的な活動が主な業務となっている。台湾議政博物館の設置準備も行われている。
2007年1月24日、立法院中部弁公室が設置され、省諮議会事務局の業務を引き継ぐこととなった。その職員も、諮議会の事務員が横滑りする。
2018年7月1日、行政院は台湾省政府、および台湾省諮議会を事実上廃止し、以降は何の実態もない名義としての存在のみとなる。

## 参考資料
1. ↑  「臺灣省參議會」『台湾大百科全書』
2. ↑  「台灣省參議會原址」臺灣人權資訊網
3. ↑  河北文化信息资源共享中心 - 台湾省议会
4. ↑  「省議會紀念園區」臺灣人權資訊網
5. ↑  「立院將設中部辦公室 安定原省諮議會員工」中央社2007年1月22日